# Claes Uggla
Claes Johansson Uggla (1614-1 de junio de 1676) fue un oficial militar sueco del siglo XVII, que sirvió tanto en el ejército como en la marina, llegó a alcanzar el rango de almirante antes de morir en acción durante la batalla naval de Öland.

## Biografía
Uggla nació en el pueblo de Afverstad en la parroquia de Ölseruds, Värmland, hijo del coronel Johan Uggla y Margareta Gyllenmärs, trabajó como paje en la corte real sueca durante su juventud. En la guerra de Torstenson de 1643-1645, vio acción en una flota bajo el mando de Clas Fleming, mientras servía como voluntario en la marina. Desde 1646, Uggla sirvió en el ejército sueco, en el cual se distinguió en la batalla de Praga de 1648 y fue ascendido a capitán teniente. En 1650, fue ascendido a capitán de los Salvavidas de Svea, mientras acompañaba a Carlos X durante la segunda guerra nórdica. Cuando estalló la guerra sueco-danesa en 1657, Uggla regresó al servicio naval. Fue ascendido a mayor, en noviembre de 1658 participó en la batalla de Øresund contra la flota holandesa y en 1660 fue ascendido a teniente almirante. Durante una estancia de tres años en Lübeck, supervisó la construcción de buques de guerra para la Armada sueca. En 1670 fue ascendido a almirante y en 1676 fue elevado a la categoría de Friherre. Cuando estalló la guerra de Escania, Uggla recibió el control de un escuadrón al mando del general Lorentz Creutz.

## Batalla de Öland
El 1 de junio de 1676, durante la batalla de Öland, contra las flotas aliadas danesas y holandesas al mando de Niels Juel y Cornelis Tromp, el buque insignia de Creutz, el Kronan, volcó como resultado de un giro intemperante hacia el sur, aunque navegaba a toda vela y con las portas de los cañones abiertas. La línea de batalla de la flota sueca se confundió y el enemigo, aprovechándose de la situación, rodeó el buque insignia de 94 cañones de Uggla, el Svärdet. Se encontró atacado por cuatro barcos enemigos simultáneamente, incluidos los buques insignia daneses y holandeses. Después de una feroz batalla que duró dos horas, el barco de Uggla fue desmantelado y perforado por debajo de la línea de flotación. Uggla finalmente se rindió a Tromp, pero un brulote holandés no reconoció que el barco se había rendido y atacó, como resultado, Uggla murió cuando su barco explotó. Solo 51 de los 670 tripulantes sobrevivieron.